# 船場太郎
船場 太郎（せんば たろう、1939年〈昭和14年〉11月8日 - 2020年〈令和2年〉11月27日）は、日本のコメディアン、政治家。元吉本新喜劇座長。位階は正五位。大阪市会議員（6期）、大阪市会議長を務めた。本名は松原 昌平（まつばら しょうへい）。大阪府大阪市旭区出身。

## 来歴・人物
大阪府立旭高等学校を卒業後、和田弘とマヒナスターズのバンドボーイとなる。初舞台は1959年2月11日に日劇で行われた「第2回 日劇コーラスパレード」というショウのイベントであった。そのイベントはザ・ピーナッツの初舞台でもあった。
のちに喜劇に転じ「マヒナ太郎」を名乗る。その後劇団・笑いの王国に在籍、花登プロダクションを経て、1965年吉本新喜劇に入団。
「せん・ばたろうです」「クワ〜クワ〜クワ〜」のギャグで人気者となり、主に二枚目役（ヒーロー的な二枚目というより気弱な役どころが主で、主役ではなく脇を固めることも多い）を演じ、座長も務めた。岡八朗・花紀京・原哲男・木村進（三代目博多淡海）・間寛平等と共に活躍。『新喜劇やめよッカナ?キャンペーン』後は脇役に回り、1991年に退団した。
同年、大阪市会議員選挙（都島区選挙区）に無所属で立候補し当選。その後自由民主党に入党。4期目の2003年5月21日から2004年5月27日まで第99代大阪市会議長を務めた。
2005年10月25日、市政改革のため關淳一大阪市長が突如辞任した大阪市長選挙で、船場は所属する自由民主党からも市会与党の公明党からも推薦を得られなかったにもかかわらず、關に対抗して市長選への立候補を表明した。しかしその後、關が支援を予定していた職員組合との選挙協力を断ち切ったため、船場は10月28日に市長選へ立候補しないことを表明した。
2015年の大阪市会議員選挙には立候補せず、元都島区長の荒木肇を事実上の後継に据える形で退任した。議員は連続6期24年務めたことになる。
2019年11月3日発令の秋の叙勲で旭日小綬章を受章。
2020年11月27日朝、大阪市内の自宅で死去。81歳没。死没日をもって正五位に叙される。

## 出演番組
- トヨタさわやかパトロール（ABCラジオ）
- ぶっつけ本番7時です（ラジオ大阪）[1]
- ワイドYOU（ワイド ユー）（毎日放送）
- よしもと新喜劇（毎日放送）